# Nino Boccara
Pour les articles homonymes, voir Boccara.
Nino Boccara, né le 30 mai 1931 à Tunis et mort le 16 décembre 2018 dans le 14e arrondissement de Paris, est un mathématicien et physicien français,,.

## Biographie
Il a été élève à l'École alsacienne puis ingénieur diplômé de la 71e promotion de l'ESPCI. Il a enseigné les mathématiques au laboratoire de mathématiques de l'ESPCI ainsi qu'au College of liberal arts and sciences de l'Université de l'Illinois à Chicago. 
Il est directeur de recherche au CNRS, mathématicien et spécialiste de physique mathématique, domaines dans lesquels il a publié un certain nombre de livres de références. 
Il a travaillé notamment sur les transitions de phase et sur la symétrie en physique, ainsi que sur l'analyse fonctionnelle et la théorie des distributions.

## Ouvrages scientifiques
- Les Principes de la thermodynamique classique, Presses universitaires de France, 1968.
- La Physique des transitions, Paris, Presses Universitaires de France, 1970.
- Symétries brisées: théorie des transitions avec paramètre d'ordre, Paris, Hermann, 1976.
- Symmetries and broken symmetries in condensed matter physics, Colloque en hommage à Pierre Curie, Institut développement science éducation technologie (IDSET), 1981.
- Analyse fonctionnelle : une introduction pour physiciens, Paris, Ellipses, 1984.
- Polycyclic aromatic hydrocarbons and astrophysics, Dordrecht, Boston, Lancaster, France, Editions du CNRS, 1987.
- Simple molecular systems at very high density, New York, London, Plenum Press, 1989.
- Functional analysis : an introduction for physicists, Boston, San Diego, New York, Academic Press, 1990[7].
- Cellular automata and cooperative systems, Proceedings of the NATO Advanced Study Institute, Les Houches, 1993.
- Intégration, Paris, Ellipses, 1995.
- Probabilités, Paris, Ellipses, 1995.
- Fonctions analytiques, Paris, Ellipses, 1996.
- Distributions, Paris, Ellipses, 1997.
- Essentials of Mathematica : with applications to mathematics and physics, Springer, 2007.
- Modeling complex systems, Springer, 2010[8],[9],[10],[11],[12].